# Teinopalpus imperialis
Teinopalpus imperialis är en fjärilsart som beskrevs av Hope 1843. Teinopalpus imperialis ingår i släktet Teinopalpus och familjen riddarfjärilar. IUCN kategoriserar arten globalt som nära hotad. Inga underarter finns listade i Catalogue of Life.

## Bildgalleri

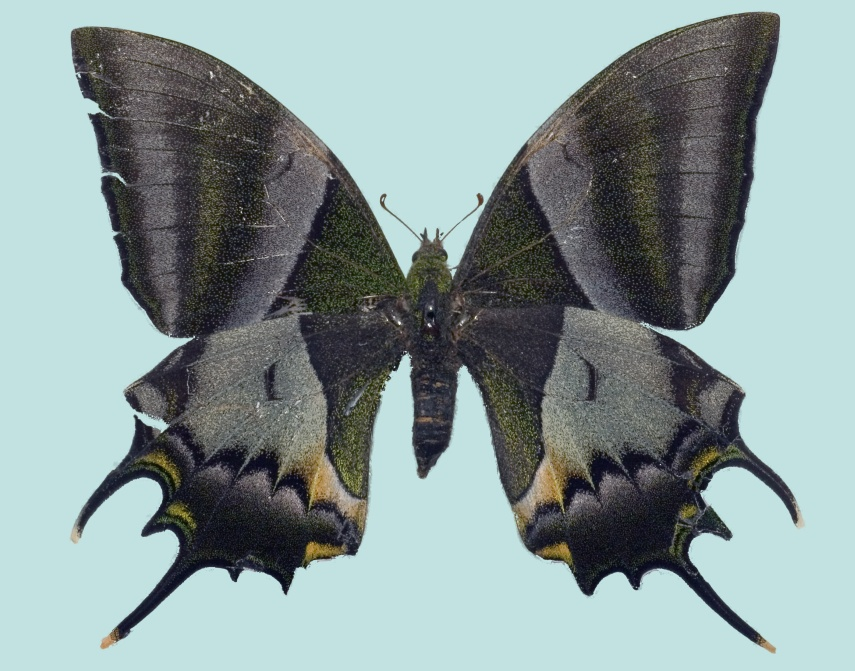
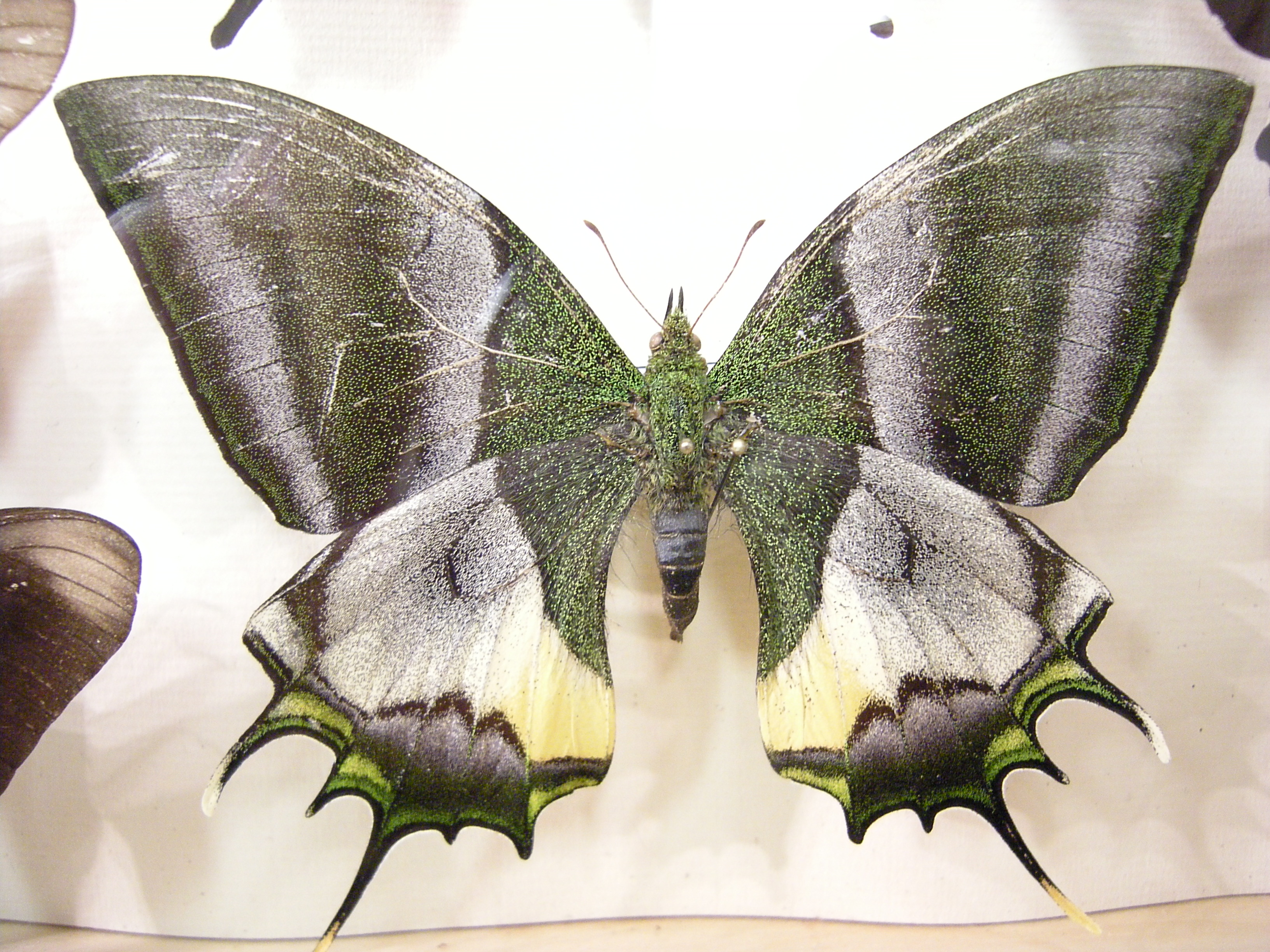
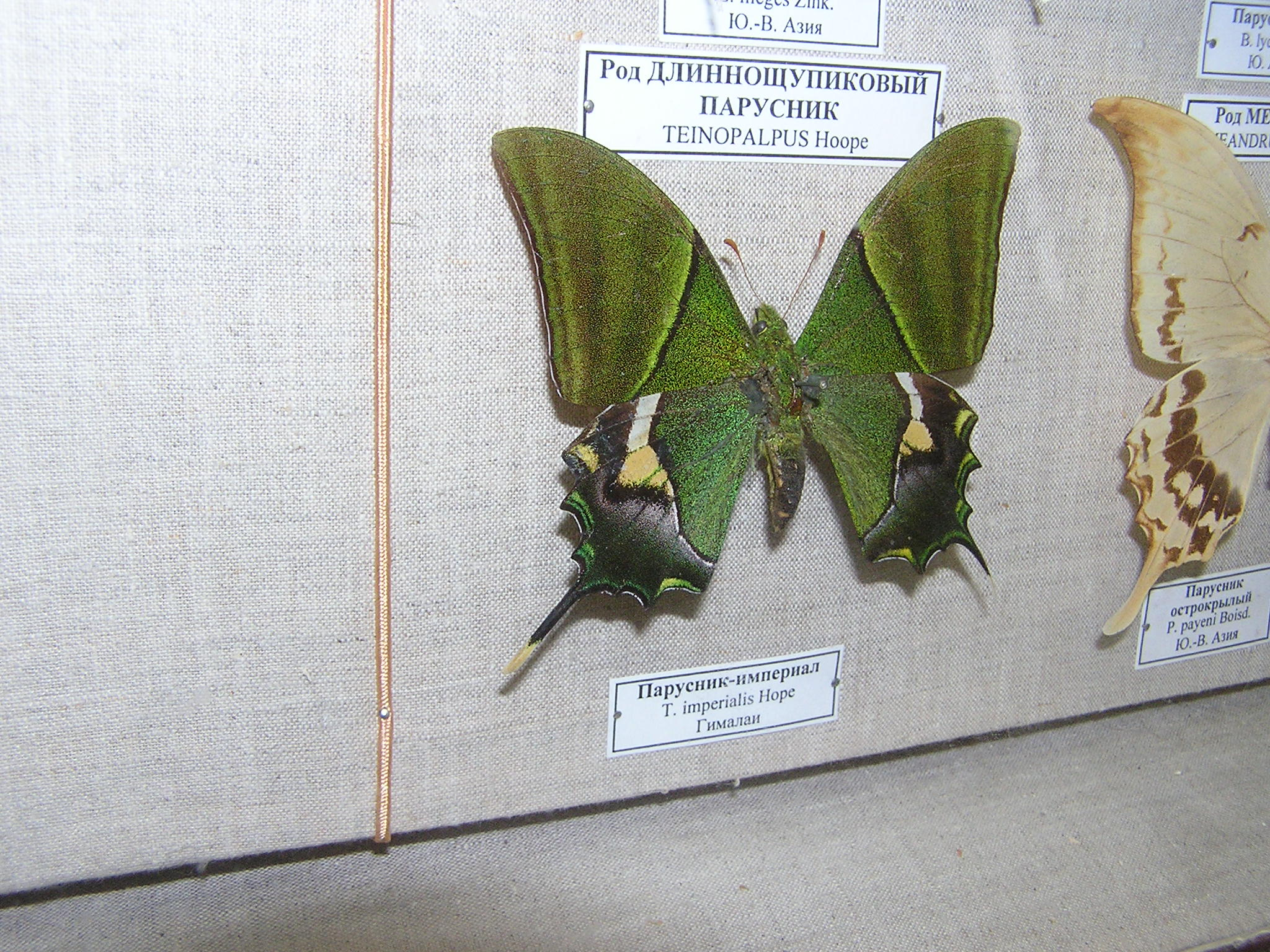